# SC Rheindorf Altach
SC Rheindorf Altach is een Oostenrijkse voetbalclub uit Altach, dat in het westen van de deelstaat Vorarlberg ligt. Het stadion Schnabelholz - dat om sponsorredenen CASHPOINT Arena wordt genoemd - ligt op enkele honderden meters van de Zwitserse grens. De traditionele kleuren van SCR Altach zijn zwart-wit.

## Historie

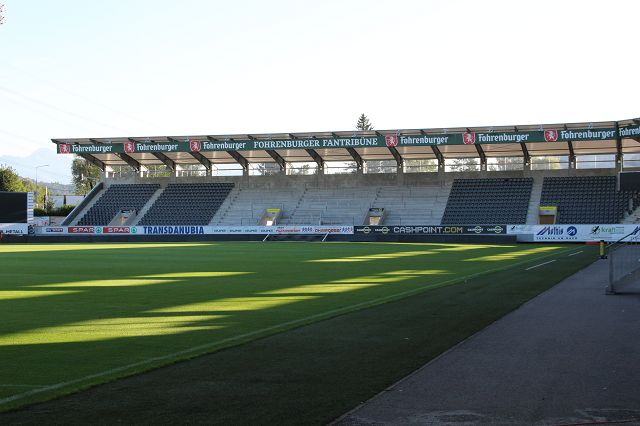
De nieuwe tribune aan de zuidkant werd in 2018 geopend en draagt de naam Fohrenburger Fantribüne.

De club werd in 1929 opgericht als de voetbalafdeling van turn- en sportclub Turnerbund Altach en in 1937 werd de club opgeheven. Pas in 1946 werd een nieuwe club opgericht Sportvereinigung Altach, in 1949 legde de sportclub de boeken neer en bleef enkel de voetbalafdeling bestaan en deze naam de naam SC Rheindorf Altach aan.
SCRA promoveerde in 1991 en 1997 als kampioen van de derde klasse (Regionalliga) naar de tweede klasse en degradeerde ook telkens weer. In 2004 (bij de derde promotie) kon de club standhouden en werd zelfs kampioen in 2006, zo promoveerde de club voor het eerst naar de Bundesliga, de hoogste klasse. Na drie seizoenen degradeerde de club. Altach werd twee keer achtste en een keer laatste.
In 2014 lukte het Altach om opnieuw te promoveren naar het hoogste niveau, nadat de club drie seizoenen achtereenvolgens als tweede in de Erste Liga was geëindigd. Na een jaar lukte het de zwart-witten om zelfs de voorrondes van de UEFA Europa League te bereiken na een derde plaats in de competitie. Twee jaar later geraakte het tot in de play-offs, waarin uiteindelijk het onderspit werd gedolven tegen Maccabi Tel Aviv.
Vanwege het succes van de West-Oostenrijkse club en de Europese ambities is het stadion in fases vernieuwd: eind 2017 werd begonnen met de bouw van de nieuwe tribune achter het doel. De zuidelijke tribune werd op de laatste speeldag van 2017/18 tegen Sturm Graz in gebruik genomen. Met de provincie Vorarlberg heeft men een visie ontwikkeld voor de ontwikkeling van het eerste Europese voetbalstadion van Vorarlberg. Het is de bedoeling dat het stadion gesloten hoeken krijgt en dat het het hele jaar door gebruikt kan worden voor sport en andere evenementen.
Sportief gezien kende SCR Altach aan het begin van jaren 20 moeilijke seizoenen. Hoewel de club in het seizoen 2021/22 de minste punten behaalde, bleef het toch behouden voor de Bundesliga, aangezien de punten na de reguliere competitie werden gehalveerd. In de play-offs kon het op de laatste speeldag met een 2-1-zege over WSG Tirol in een uitverkocht huis nog van de laatste plaats komen ten koste van Admira.

## Erelijst
- Beker van Vorarlberg

1987, 1988, 1993, 2002, 2003
- Kampioen tweede klasse

2006, 2014

## Overzichtslijsten

### Eindklasseringen vanaf 1987
- 1987 4e
Regionalliga
- 1988 10e
Regionalliga
- 1989 2e
Regionalliga
- 1990 5e
Regionalliga
- 1991 1e
Regionalliga
- 1992 12e
2. Liga
- 1993 2e
Regionalliga
- 1994 2e
Regionalliga
- 1995
Regionalliga
- 1996
Regionalliga
- 1997 1e
Regionalliga
- 1998 10e
2. Liga
- 1999 2e
Regionalliga
- 2000 2e
Regionalliga
- 2001 2e
Regionalliga
- 2002 3e
Regionalliga
- 2003 2e
Regionalliga
- 2004 1e
Regionalliga
- 2005 6e
2. Liga
- 2006 1e
2. Liga
- 2007 8e
Bundesliga
- 2008 8e
Bundesliga
- 2009 10e
Bundesliga
- 2010 3e
2. Liga
- 2011 2e
2. Liga
- 2012 2e
2. Liga
- 2013 2e
2. Liga
- 2014 1e
2. Liga
- 2015 3e
Bundesliga
- 2016 8e
Bundesliga
- 2017 4e
Bundesliga
- 2018 8e
Bundesliga
- 2019 9e
Bundesliga
- 2020 8e
Bundesliga
- 2021 10e
Bundesliga
- 2022 9e
Bundesliga
- 2023 12e
Bundesliga
- 2024 10e
Bundesliga
- 2025 11e
Bundesliga

- Bundesliga
- 2. Liga
- Regionalliga

Tot 2018 stond de 2. Liga als Erste Liga bekend.

### Seizoensresultaten vanaf 2003
| Seizoen   | №  | Clubs | Divisie           | Duels | Winst | Gelijk | Verlies | Doelsaldo | Punten | Tsch  |
| --------- | -- | ----- | ----------------- | ----- | ----- | ------ | ------- | --------- | ------ | ----- |
| 2002–2003 | 2  | 16    | Regionalliga West | 30    | 21    | 5      | 4       | 108–49    | 68     | ??    |
| 2003–2004 | 1  | 16    | Regionalliga West | 30    | 21    | 7      | 2       | 86–20     | 69     | ??    |
| 2004–2005 | 6  | 10    | Erste Liga        | 36    | 9     | 14     | 13      | 37–45     | 41     | 1.689 |
| 2005–2006 | 1  | 10    | Erste Liga        | 36    | 20    | 8      | 8       | 61–35     | 68     | 3.047 |
| 2006–2007 | 8  | 10    | Bundesliga        | 36    | 11    | 5      | 20      | 45–64     | 38     | 5.407 |
| 2007–2008 | 8  | 10    | Bundesliga        | 36    | 8     | 12     | 16      | 37–64     | 36     | 5.365 |
| 2008–2009 | 10 | 10    | Bundesliga        | 36    | 8     | 6      | 22      | 56–90     | 30     | 5.799 |
| 2009–2010 | 3  | 12    | Erste Liga        | 33    | 20    | 6      | 7       | 60–27     | 66     | 4.534 |
| 2010–2011 | 2  | 10    | Erste Liga        | 36    | 22    | 8      | 6       | 76–37     | 74     | 3.757 |
| 2011–2012 | 2  | 10    | Erste Liga        | 36    | 18    | 8      | 10      | 62–39     | 62     | 3.432 |
| 2012–2013 | 2  | 10    | Erste Liga        | 36    | 19    | 8      | 9       | 57–39     | 65     | 2.411 |
| 2013–2014 | 1  | 10    | Erste Liga        | 36    | 21    | 10     | 5       | 79–41     | 73     | 3.218 |
| 2014–2015 | 3  | 10    | Bundesliga        | 36    | 17    | 8      | 11      | 50–49     | 59     | 5.357 |
| 2015–2016 | 8  | 10    | Bundesliga        | 36    | 11    | 7      | 18      | 39–49     | 40     | 4.779 |
| 2016–2017 | 4  | 10    | Bundesliga        | 36    | 15    | 8      | 13      | 46–49     | 53     | 5.329 |
| 2017–2018 | 8  | 10    | Bundesliga        | 36    | 10    | 8      | 18      | 35–51     | 38     | 4.287 |
| 2018–2019 | 9  | 12    | Bundesliga        | 32    | 9     | 10     | 13      | 48–44     | 37     | 4.133 |
| 2019–2020 | 8  | 12    | Bundesliga        | 32    | 10    | 8      | 14      | 45–53     | 26     | 4.035 |
| 2020–2021 | 10 | 12    | Bundesliga        | 32    | 9     | 7      | 16      | 33–55     | 23     | --    |
| 2021–2022 | 9  | 12    | Bundesliga        | 32    | 7     | 8      | 17      | 24–49     | 22     |       |
| 2022–2023 | 5  | 12    | Bundesliga        | 32    | 6     | 10     | 16      | 29–53     | 19     |       |

- Vanaf het seizoen 2018/2019 worden na de reguliere competitie (22 speelrondes) play-offs afgewerkt, waarbij de punten worden gehalveerd. In de tabel staat het puntenaantal rekening houdend met de puntenhalvering. In theorie kan deelname aan de kwalificatiegroep (plaats 7 t/m 12) meer punten opleveren dan deelname aan de kampioensgroep (plaats 1 t/m 6).

### SC Rheindorf Altach in Europa
#Q = #kwalificatieronde, PO=Play Offs, T/U = Thuis/Uit, W = Wedstrijd, PUC = punten UEFA coëfficiënten .
Uitslagen vanuit gezichtspunt SC Rheindorf Altach
| Seizoen                                                    | Competitie    | Ronde | Land                 | Club                  | Totaalscore | 1e W    | 2e W    | PUC |
| ---------------------------------------------------------- | ------------- | ----- | -------------------- | --------------------- | ----------- | ------- | ------- | --- |
| 2015/16                                                    | Europa League | 3Q    | Vlag van Portugal    | Vitória SC            | 6-2         | 2-1 (T) | 4-1 (U) | 2.5 |
|                                                            |               | PO    | Vlag van Portugal    | CF Os Belenenses      | 0-1         | 0-1 (T) | 0-0 (U) | 2.5 |
| 2017/18                                                    | Europa League | 1Q    | Vlag van Georgië     | Tsjichoera Satsjchere | 2-1         | 1-0 (U) | 1-1 (T) | 5.0 |
|                                                            |               | 2Q    | Vlag van Wit-Rusland | Dinamo Brest          | 4-1         | 1-1 (T) | 3-0 (U) | 5.0 |
|                                                            |               | 3Q    | Vlag van België      | KAA Gent              | 4-2         | 1-1 (U) | 3-1 (T) | 5.0 |
|                                                            |               | PO    | Vlag van Israël      | Maccabi Tel Aviv FC   | 2-3         | 0-1 (T) | 2-2 (U) | 5.0 |
| Totaal aantal behaalde punten voor UEFA coëfficiënten: 7.5 |               |       |                      |                       |             |         |         |     |

Zie ook:
- Deelnemers UEFA-toernooien Oostenrijk
- Ranglijst van alle clubs die in de diverse Europa Cups zijn uitgekomen

## Bekende (oud-)spelers
- Armand Benneker
- Darko Bodul
- Froylán Ledezma
- Aílton Gonçalves da Silva